# Macdonaldova triáda
Macdonaldova triáda (též sociopatická triáda) je soubor tří faktorů, o kterých se tvrdí, že pokud jsou všechny, nebo alespoň dva, přítomny v chování jedince, naznačují pozdější násilnické tendence, zvláště k opětovným trestným činům.
Tuto triádu jako první navrhl forenzní psychiatr J. M. Macdonald ve svém článku „The Threat to Kill“, který vyšel v roce 1963 v americkém časopise American Journal of Psychiatry. Na základě menších studií, které prováděli psychiatři Daniel Hellman a Nathan Blackman, a později i agenti FBI John E. Douglas a Robert K. Ressler společně s doktorkou Ann Burgessovou, se ukázalo, že tyto tři prvky z dětství jedince jsou často spojovány s následným agresivním chováním v dospělosti. I když se stále jedná o vlivnou a všeobecně známou teorii, další výzkum ji zcela nepotvrdil.
Triáda spojuje týrání zvířat, posedlost žhářstvím a neustálé pomočování postele po určitém věku s násilnickým chováním, zejména s inklinaci k vraždění a sexuálně násilnickým tendencím. Jiné studie však nenašly dostatek důkazů, které by staticky podložily tuto teorii a naznačovaly, že tato triáda má s násilnickým chováním něco společného.
Další průzkumy[ujasnit] spíše odhalily, že toto chování je následkem nedostatečné rodičovské péče, násilí, či týrání. Někteří odborníci však tvrdí, že právě toto pak vede k náklonnosti k vraždám.Celý koncept této triády jako kombinace prvku chování, které by vedly k násilnickému chování, tak není podložen dostatečnými důkazy a jedná se tedy spíše o současnou pověst.